# Salvatge Kid
Salvatge Kid (títol original: Wild Thing) és una pel·lícula estatunidenca dirigida per Max Reid, estrenada l'any 1987 als Estats Units. Ha estat doblada al català.

## Argument
Un nen presencia el brutal assassinat dels seus pares morts per traficants de droga. Leah, una captaire, adopta al petit, anomenant-lo Salvatge Kid. El noi creix i es mou amb l'agilitat d'un caçador. Després de diversos anys passats en els barris sòrdids de la ciutat, Salvatge Kid torna al barri on els seus parents van morir per ajudar els habitants amenaçats per bandes i traficants. En un dur i espectacular enfrontament, Salvatge Kid intentarà venjar l'assassinat dels seus pares i rescatar la noia que estima.

## Repartiment
- Robert Knepper: Wild Thing
- Kathleen Quinlan: Jane
- Robert Davi: Chopper
- Maury Chaykin: Jonathan Trask
- Betty Buckley: Leah
- Guillaume Lemay-Thivierge: Wild Thing (10 anys)
- Robert Bednarski: Wild Thing (3 anys)
- Clark Johnson: Winston
- Sean Hewitt: Father Quinn
- Theo Caesar: Rasheed
- Cree Summer: Lisa
- Shawn Levy: Paul
- Ron Torchia: Hud
- Christine Jones: Laurie
- Robert Austern: Wiz